# Брагім Конате
Брагім Конате (фр. Brahim Konaté, нар. 20 березня 1996, Монфермей) — французький футболіст малійського походження, півзахисник азербайджанського клубу «Зіра».

## Клубна кар'єра
Народився 20 березня 1996 року в місті Монфермей. Вихованець футбольної школи клубу «Осер». У дорослому футболі дебютував 2013 року виступами за резервну команду «Осер 2», в якій провів п'ять сезонів, взявши участь у 37 матчах чемпіонату. Дебютував у першій команді 25 серпня 2015 року в матчі Кубка ліги, проти «Бастії» виграному по пенальті. і відіграв за команду з Осера наступні три сезони своєї ігрової кар'єри. Більшість часу, проведеного у складі «Осера», був основним гравцем команди у Лізі 2.
2018 року перейшов у «Ніор», зігравши за наступні три роки ще 40 матчів у Лізі 2 та забивши два голи, після чого 31 серпня 2021 року як вільний агент підписав річний контракт з іспанською командою «Фуенлабрада» з Сегунди. У серпні 2022 року він підписав контракт з іншою місцевою командою, «Райо Махадаонда», де провів ще пів року.
14 лютого 2023 року гравець підписав контракт з литовським клубом «Кауно Жальгіріс», але і тут лише пів року, оскільки вже у серпні перебрався в ізраїльський «Хапоель» (Афула), де провів сезон 2023/24.
Влітку 2024 року Конате перейшов до азербайджанського клубу «Шамахи», де провів наступний сезон як основний гравець, але 26 травня 2025 року було оголошено, що гравець покине клуб після закінчення терміну дії його контракту. Після цього влітку 2025 року він перейшов до іншої місцевої команди, «Зіри».

## Виступи за збірну
2016 року у складі юнацької збірної Франції (U-20) взяв участь у турнірі в Тулоні, де Франція стала фіналістом, а Конате було включено до збірної команди турніру.